# Austrohancockia hubeiensis
Austrohancockia hubeiensis är en insektsart som beskrevs av Zheng, Z. 1993. Austrohancockia hubeiensis ingår i släktet Austrohancockia och familjen torngräshoppor. Inga underarter finns listade i Catalogue of Life.